# Nygatan, Jönköping

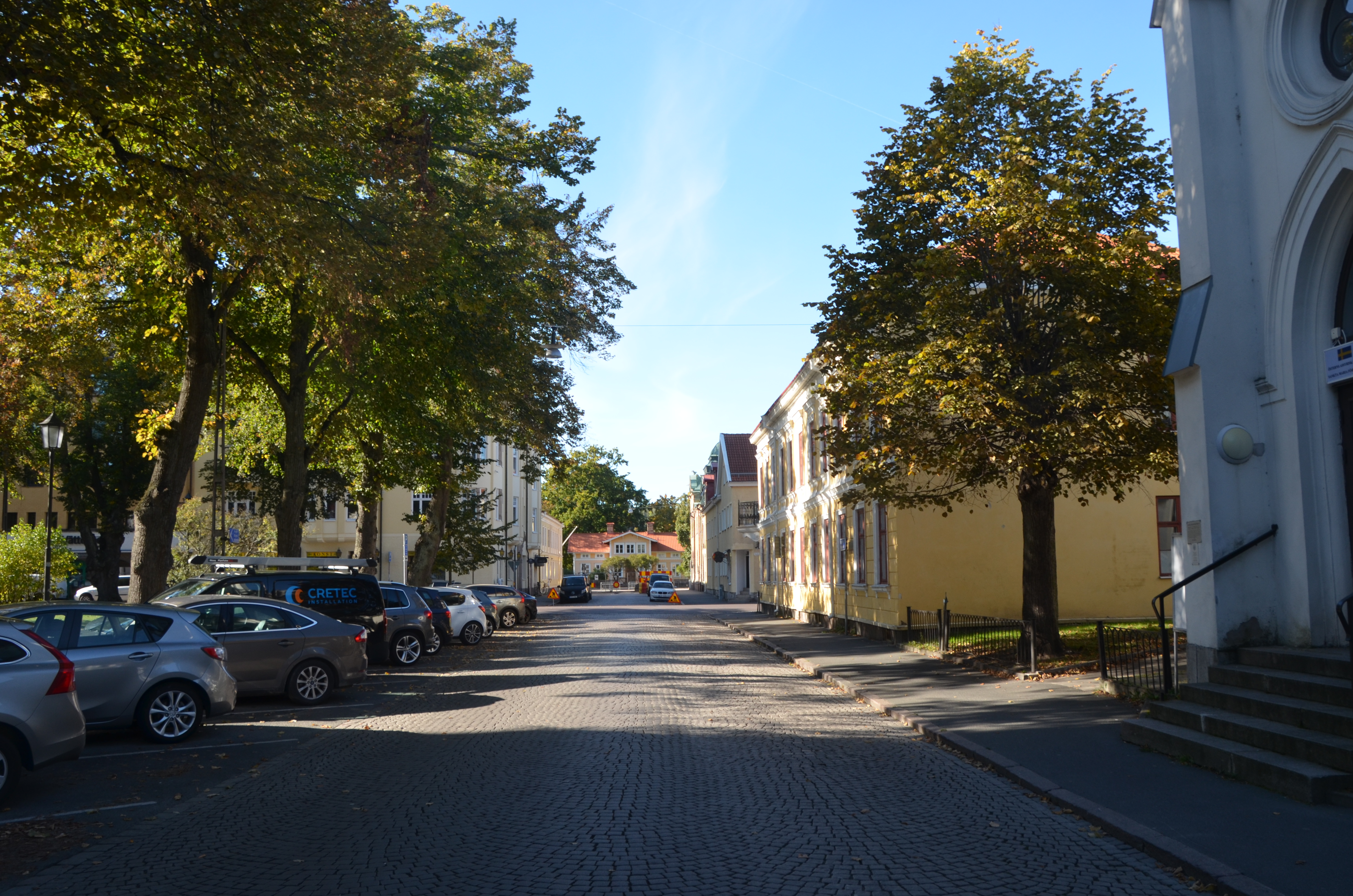
Nygatan västerut med Lagermanska villan i fonden

Nygatan är en gata på Väster i Jönköping. Den lades ursprungligen ut i de första planerna för staden på 1840- och 1850-talen, som en av de fyra tvärgatorna söder om Västra Storgatan till de tre långgatorna Barnarpsgatan, Kyrkogatan och Trädgårdsgatan. Den löpte då utefter två kvarter, och  har  därefter förlängts fyra kvarter västerut med 1864 års stadsplan, så att den sedan dess går mellan Kyrkogatan och Kapellgatan.
Den västra delen byggdes ut på 1870- och 1880-talet med bland annat Sofiakyrkan i ett kvarter som tidigare var planerat för Västra torget. Placeringen av kyrkan ändrades från det kvarter som nu hyser Per Brahegymnasiet, medan torgets placering justerades ett par kvarter åt västsydväst.

## Byggnader utmed Nygatan
- Per Brahegymnasiet, tidigare Jönköpings Högre Allmänna Läroverk för Gossar
- Sofiakyrkan
- Hayska ridhuset, Trädgårdsgatan/Nygatan
- Viktoriahuset, Nygatan/F.E. Elmgrens gata, från 1881–1882 för Ebba Ramsay, ritat av Johan August Westerberg
- S:t Johanneskyrkan, byggd på 1870-talet för Jönköpings Metodistförsamling (från 2013 del av Equmeniakyrkan), numera kyrkan för Österns assyriska kyrka
- Tveta, Vista och Mo domsagas tingshus, Kapellgatan/Nygatan
- Lagermanska villan
- Viktoriahuset

## Bildgalleri

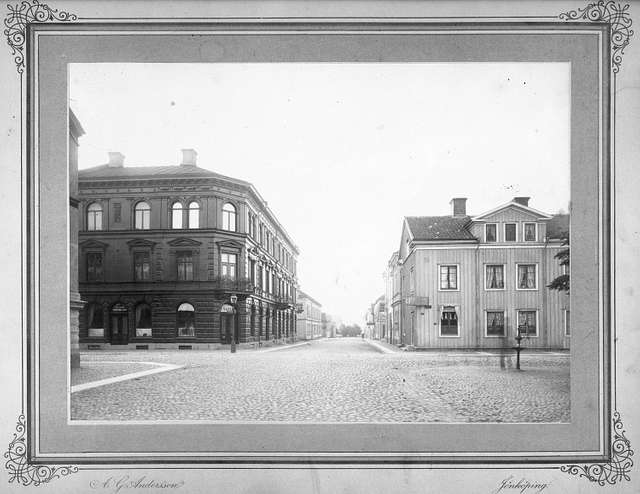
Nygatan, västerut från Kyrkogatan, 1880-talet
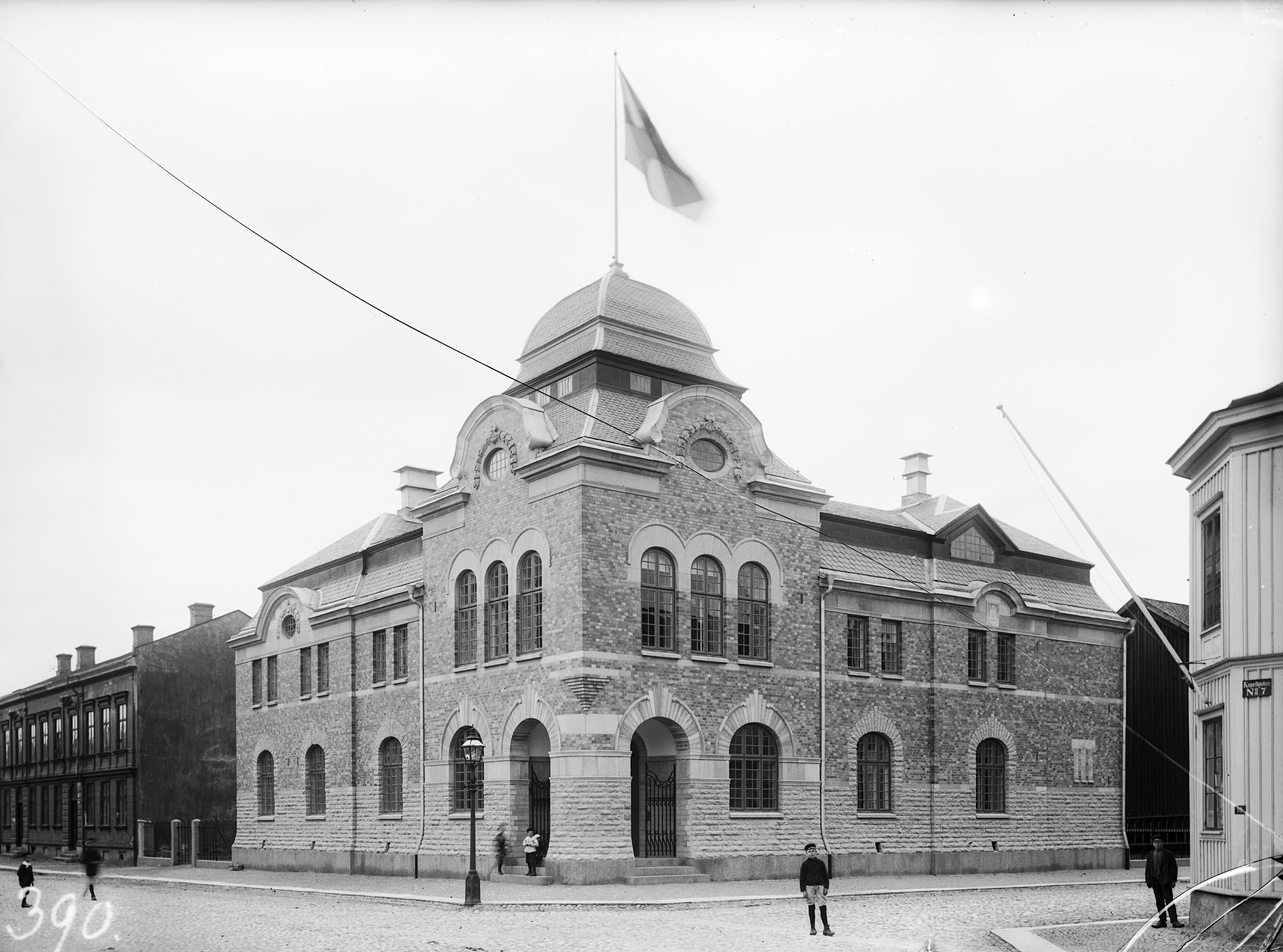
Tveta, Vista och Mo domsagas tingshus, 1908
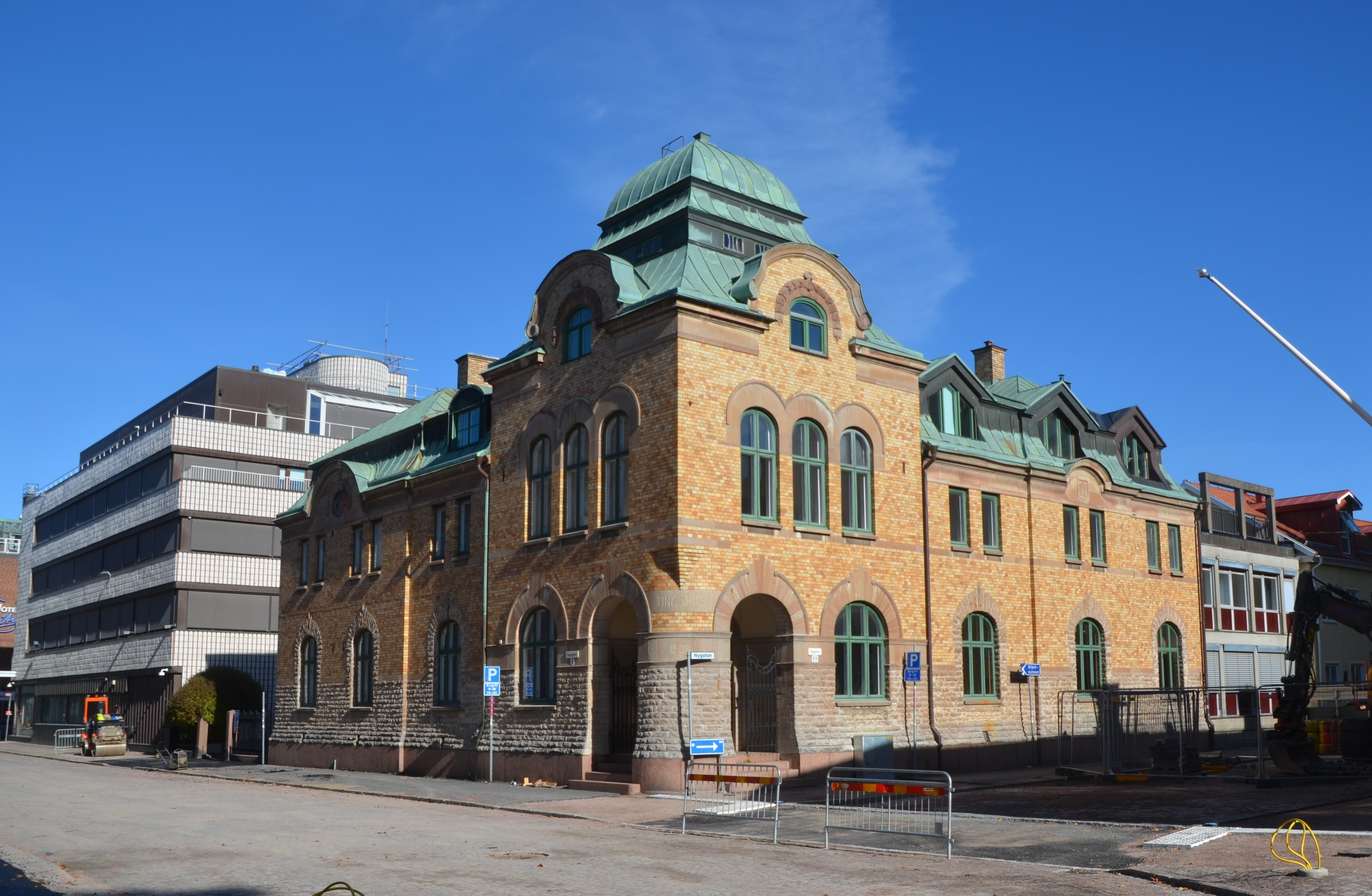
Tveta, Vista och Mo domsagas tingshus, 2024
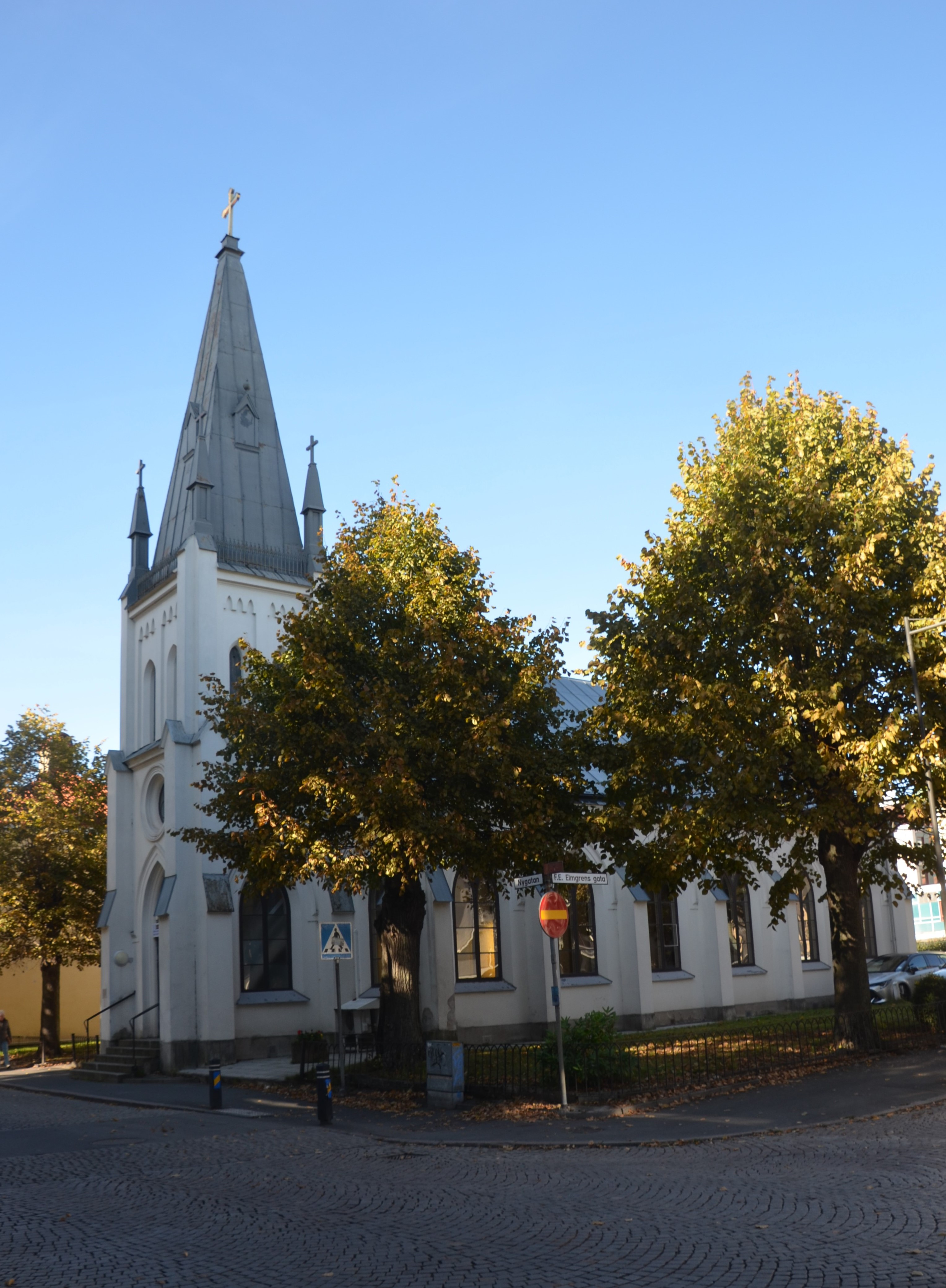
Österns assyriska kyrka
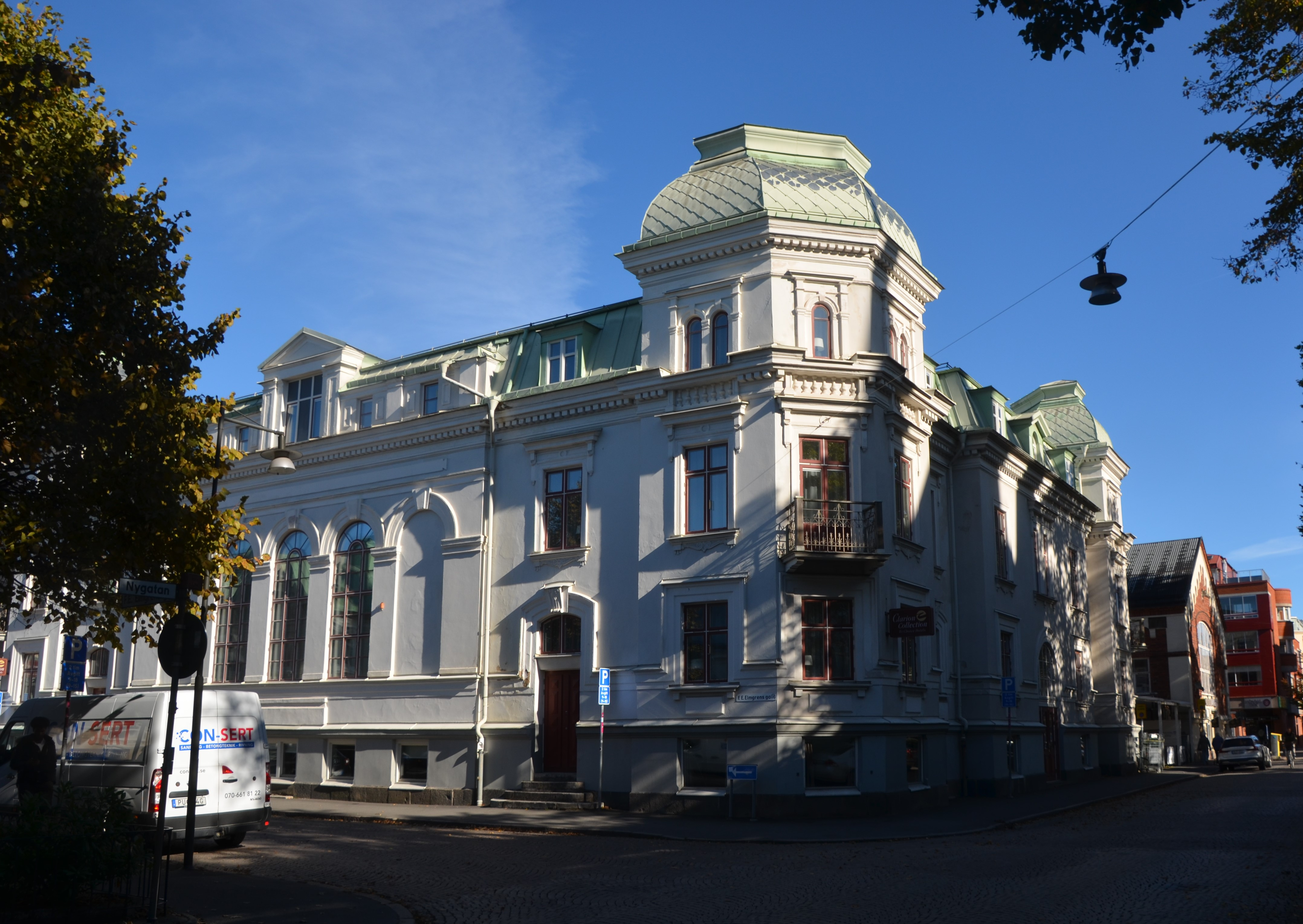
Viktoriahuset